# Casa Domènech (Girona)
La Casa Domènech és un edifici del municipi de Girona que forma part de l'Inventari del Patrimoni Arquitectònic de Catalunya.

## Descripció
És un edifici de planta baixa i quatre pisos que fa cantonada entre els carrers Escola Pia i Pda. De Sant Domènec. Façanes simètriques i de composició vertical, d'obertures totes iguals per plantes, dividides en tres parts per pilastres acabades en capitells corintis i que aguanten la darrera planta, afegida el 1892 pel mestre d'obres Joaquim Artau.
A la planta baixa les obertures s'uneixen amb les finestres del primer pis i formen una arcada de gran escala, amb tres arcs a cada façana coincidint amb les obertures superiors. Al segon pis hi ha un balcó continu de llosana de pedra polida que gira la cantonada en corba. Tots els balcons són de llosana de pedra aguantada per mènsules. Les llindes i brancals són de pedra arquitravada. A planta baixa es forma un sòcol de pedra polida. La resta de la façana és arrebossada i amb esgrafiats. La façana es clou amb una cornisa amb mènsules.
Fou el primer edifici de Maristes de Catalunya. És interessant l'arrencada de l'escala a planta baixa amb columnes de fust cilíndric i capitells corintis.